# Netherlands Institute for Health Sciences
Het Netherlands Institute for Health Sciences (afgekort als nihes) is een internationaal erkend instituut op het gebied van gezondheidswetenschappen. Nihes doet onderzoek en biedt (post-) initieel onderwijs aan (toekomstige) onderzoekers op het terrein van de epidemiologie, volksgezondheid, gezondheidszorg en medische informatica. Nihes is een krachtenbundeling van zes erkende medische centra/instituten in Nederland: Erasmus MC, Academisch Medisch Centrum Amsterdam (AMC), Radboudumc, Nederlands Kanker Instituut (NKI), Rijksinstituut voor Volksgezondheid en Milieu (RIVM) en Universitair Medisch Centrum Utrecht.
Het nihes verzorgt de volgende programma's:
- Research Master (MSc Res) in Clinical Research
- Research Master (MSc Res) in Health Sciences, met de volgende specialisaties:
  - Epidemiology
  - Clinical Epidemiology
  - Public Health Epidemiology
  - Genetic & Molecular Epidemiology
  - Health Economic Analysis
  - Medical Psychology
  - Biostatistics
  - Health Decision Sciences
- Executive Master of Science in Health Sciences
- Doctor of Philosophy (PhD)
- Cursussen in clinical and public health research